# حزب ناسیونال سوسیالیست سوئد
حزب ناسیونال سوسیالیست سوئد (سوئدی: Svenska nationalsocialistiska partiet؛ به اختصار SNSP) یک حزب نازی در سوئد بود که از ۱۹۳۰ تا ۱۹۳۶ فعالیت می‌کرد. بریگر فورگارد «رهبر ملی» این حزب بود.